# アミニアシ・ショー
アミニアシ・ショー（Aminiasi Shaw、2000年3月13日 - ）は、ジャパンラグビーリーグワンの横浜キヤノンイーグルスに所属するラグビーユニオン選手。

## 来歴
フィジーの首都スバにあるマリストブラザーズ高校出身。
2019年4月30日、オセアニアラグビーU-20チャンピオンシップにおいて、U20フィジー代表としてU20オーストラリア戦にナンバーエイトで出場。これが国際試合デビューとなった。
2020年4月、摂南大学に入る。
大学4年の2025年1月、アーリーエントリーで横浜キヤノンイーグルスに加入した。同年3月22日に行われたJAPAN RUGBY LEAGUE ONE第12節交流戦スピアーズ船橋・東京ベイ戦にて途中出場でリーグワン公式戦初出場を果たした。同月、摂南大学卒業。